# Backhaus (Völzberg)

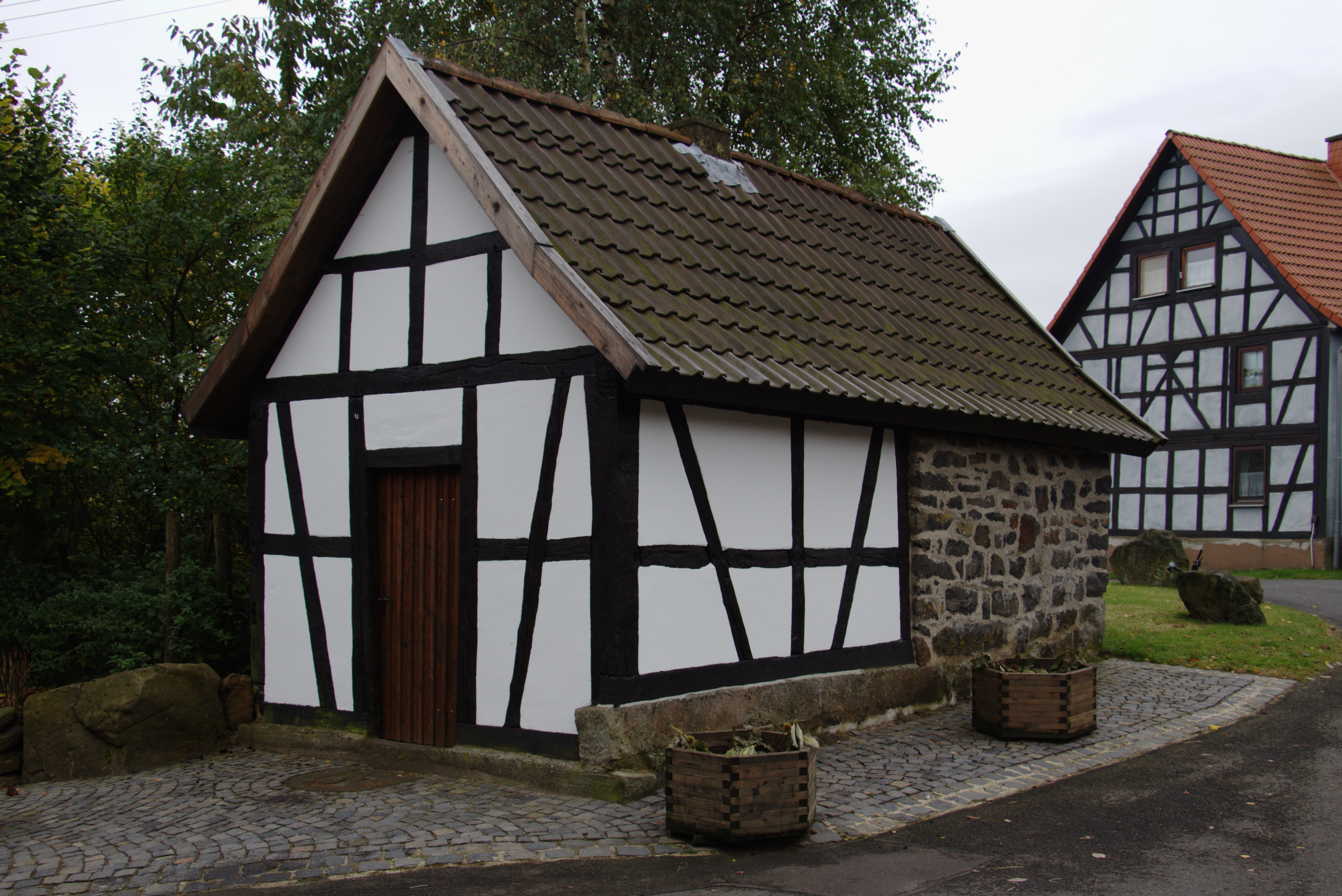
Backhaus in Völzberg

Das Backhaus in Völzberg, einem Ortsteil der Gemeinde Birstein im hessischen Main-Kinzig-Kreis, wurde im 19. Jahrhundert errichtet. Das Backhaus an der Gabelung der Straßen Am Erlenborn und Salzbachstraße ist ein geschütztes Kulturdenkmal. 
Das Fachwerkhaus mit einem hinteren Teil aus Bruchsteinmauerwerk unter einem gemeinsamen Satteldach wurde vor einigen Jahren umfassend renoviert.